# Copa do Benim de Futebol
A Copa do Benim de Futebol é o segundo torneio de futebol a nível de clubes mais importante de Benim criado em 1974.
O time campeão tem como prêmio uma vaga na Taça das Confederações da CAF.

## Campeões
| Ano     | Clube                   |
| ------- | ----------------------- |
| 1974    | Etoile                  |
| 1975-77 | Não houve               |
| 1978    | Requins de l"Atlantique |
| 1979    | Buffles                 |
| 1980    | Não houve               |
| 1981    | Requins de l'Atlantique |
| 1982    | Buffles                 |
| 1983    | Requins de l'Atlantique |
| 1984    | Dragons                 |
| 1985    | Dragons                 |
| 1986    | Dragons                 |
| 1987    | Não houve               |
| 1988    | Requins de l'Atlantique |
| 1989    | Requins de l'Atlantique |
| 1990    | Dragons                 |
| 1991    | Mogas 90                |
| 1992    | Mogas 90                |
| 1993    | Locomotive              |
| 1994    | Mogas 90                |
| 1995    | Mogas 90                |
| 1996    | Université              |
| 1997    | Energie Sport           |
| 1998    | Mogas 90                |
| 1999    | Mogas 90                |
| 2000    | Mogas 90                |
| 2001    | Buffles                 |
| 2002    | JS Pobé                 |
| 2003    | Mogas 90                |
| 2004    | Mogas 90                |
| 2005    | Desconhecido            |
| 2006    | Dragons                 |
| 2007    | Université              |
| 2008    | ASPAC                   |
| 2009    | Não há informação       |
| 2010    | Não há informação       |
| 2011    | Dragons                 |
| 2012    | Mogas 90                |
| 2013    | Não houve               |
| 2014    | Police                  |

## Títulos
|    | Clube                   | Títulos | Anos                                                       |
| -- | ----------------------- | ------- | ---------------------------------------------------------- |
| 1. | Mogas 90                | 10      | 1991, 1992, 1994, 1995, 1998, 1999, 2000, 2003, 2004, 2012 |
| 2. | Dragons                 | 6       | 1984, 1985, 1986, 1990, 2006, 2011                         |
|    | Requins de l'Atlantique | 5       | 1978, 1981, 1983, 1988, 1989                               |
| 4. | Buffles                 | 3       | 1979, 1982, 2001                                           |
| 5. | Université              | 2       | 1996, 2007                                                 |
| 6. | Energie Sport           | 1       | 1997                                                       |
|    | Etoile                  | 1       | 1974                                                       |
|    | JS Pobè                 | 1       | 2002                                                       |
|    | Locomotive              | 1       | 1992                                                       |
|    | ASPAC                   | 1       | 2008                                                       |
|    | Police                  | 1       | 2014                                                       |